# Каллімонт (Пенсільванія)
Каллімонт (англ. Callimont) — місто (англ. borough) в США, в окрузі Сомерсет штату Пенсільванія. Населення — 56 осіб (2020).

## Географія
Каллімонт розташований за координатами 39°48′4″ пн. ш. 78°55′18″ зх. д. / 39.80111° пн. ш. 78.92167° зх. д. (39.801153, -78.921606).  За даними Бюро перепису населення США в 2010 році місто мало площу 11,28 км², уся площа — суходіл.

## Демографія
Згідно з переписом 2010 року, у селищі мешкала 41 особа в 18 домогосподарствах у складі 16 родин. Густота населення становила 4 особи/км².  Було 24 помешкання (2/км²).
Расовий склад населення:
| - 97,6 % — білих |

До двох чи більше рас належало 2,4 %. Частка іспаномовних становила 0,0 % від усіх жителів.
За віковим діапазоном населення розподілялося таким чином: 9,8 % — особи молодші 18 років, 68,2 % — особи у віці 18—64 років, 22,0 % — особи у віці 65 років та старші. Медіана віку мешканця становила 55,4 року. На 100 осіб жіночої статі у селищі припадало 141,2 чоловіків;  на 100 жінок у віці від 18 років та старших — 131,2 чоловіків також старших 18 років.
Середній дохід на одне домашнє господарство  становив 74 353 долари США (медіана — 76 250), а середній дохід на одну сім'ю — 74 353 долари (медіана — 76 250). За межею бідності перебувало 7,5 % осіб, у тому числі 0,0 % дітей у віці до 18 років та 14,3 % осіб у віці 65 років та старших.
Цивільне працевлаштоване населення становило 20 осіб. Основні галузі зайнятості: транспорт — 25,0 %, виробництво — 20,0 %, освіта, охорона здоров'я та соціальна допомога — 10,0 %, будівництво — 10,0 %.